# نگره (ثلاث باباجانی)
نگره یک روستا در ایران است که در دهستان خانه‌شور واقع شده‌است. نگره ۴۵۷ نفر جمعیت دارد.